# Charnècles
Charnècles é uma comuna francesa na região administrativa de Auvérnia-Ródano-Alpes, no departamento de Isère. Estende-se por uma área de 5,23 km². Em 2010 a comuna tinha 1 431 habitantes (densidade: 273,6 hab./km²).